# Artemis Fowl 2: Operacija Arktika
Artemis Fowl 2: Operacija Arktika je druga knjiga iz serije knjig o Artemisu Fowlu II. V tem delu se ne bori proti vilinom, kot v prejšnjem delu, pač pa je na strani vilinov.

## Zgodba
Vilinske LEPrekonske enote, vilinska policija, je ugotovila, da škrateljci trgujejo z ljudmi. Takoj so obtožili Artemisa Fowla, ker so imeli z njim že slabe izkušnje. A izkazalo se je, da ni on nič kriv. Našli so krivca, a takrat je v Pristanu že prišlo do upora škrateljcev. Stotnica Mali in general Koren sta Artemisu in Butlerju, Artemisovemu osebnemu stražarju, pomagala rešiti Artemisovega očeta. Reševanje artemisovega očeta so za nekaj časa prekinili in začeli z reševanjem vilinjega podzemlja. Boj je bil težak saj je škrateljcem pomagala izdajalka Opal, katera je uničila orožje LEP. A vseeno jim je vspelo premagati škrateljce in Opal, k čemer je odločno pripomogel Artemis. S tem je postal velik prijatelj vilinov. Po koncu upora škrateljcev so vile Artemisu pomagale rešiti očeta iz krempljev ruske mafije.

## Osebe v zgodbi
- Artemis Fowl II, glavni junak

- Artemis Fowl I, oče Artemisa Fowla II

- Butler, Artemisov osebni stražar (glej: Rodbina Butler)

- Stotnica Marjeta Mali, vilinska stotnica

- general Koren, vilinski general

- Opal Kobi, izdelala orožje za LEP, pozneje izdajalka

- Kentaver Kljusač, vilinski računalničar

- Gnoj Kopač, vlomi v trdnjavo Opal Kobi

- Angelina Fowl, žena Artemisa Fowla I in mama Artemisa Fowla II

## Kraji v zgodbi
- Vilinsko podzemlje

- Severni pol, podrobneje rt Kola

- Pristan, nekakšno središče vilinskega podzemlja

- Dvorec družine Fowl